# Unidos do Valão
Unidos do Valão é uma escola de samba de Cabo Frio.
Ao obter 198,3 pontos, foi campeã do grupo de acesso da cidade em 2008. Desde então, encontra-se fora dos desfiles oficiais.  

## Carnavais
| Ano  | Colocação | Grupo  | Enredo | Carnavalesco | Intérprete | Ref   |
| ---- | --------- | ------ | ------ | ------------ | ---------- | ----- |
| 2008 | Campeã    | Acesso |        |              |            | [ 2 ] |